# Селдоподобни
Селдоподобните (Clupeiformes) са разред риби от клас Лъчеперки.
Известни са около 190 вида, повечето са морски, някои проходни, или сладководни. Видовете селдоподобни риби обитават предимно северното полукълбо. Най-голямо видово разнообразие се наблюдава в западните части на Тихия океан и в Индийския океан.
Хранят се с планктон и с дребни видове риба. Размерите на един такъв индивид са от 35 до 45 cm, а само някои видове достигат до 75 cm с тегло 6, или 7 kg. Тялото им е удължено и странично сплескано, покрито с тънки, лесно опадващи люспи. Размножават се недалеч от брега. Селдоподобните са с изключително малка плодовитост. Хайверът им е пелагичен. Първостепенно значение от този вид риба за риболова са: херинга и сардина, които са и основата на риболова в главните промишлени райони на Световния океан.

## Семейства
- Denticipitidae
- Engraulidae
- Pristigasteridae
- Chirocentridae – Вълчи херинги
- Clupeidae – Селдови
- Sundasalangidae